# Norwegische Meisterschaften in der Nordischen Kombination 2016/17

Norwegischer Skiverbund

Die norwegischen Meisterschaften in der Nordischen Kombination 2016/17 fanden an drei verschiedenen Terminen statt. So wurde der Gundersen-Wettkampf der Männer am 18. und 19. November 2016 in Oslo und Beitostølen ausgetragen, während sowohl der Sprint als auch der Teamsprint am 24. und 25. März 2017 in Trondheim stattfanden. Der Gundersen-Wettkampf der Frauen wurde am 19. Februar 2017 in Hamar veranstaltet. Die Wettkampfstätten waren der Midtstubakken, die Beitostølen Skiarena, das Granåsen skisenter sowie das Lierberget Hoppsenter in Hamar.
Mikko Kokslien wurde gewann die Meisterschaft im Einzel über 10 Kilometer, wohingegen Jørgen Graabak den Sprint sowie den Teamsprint gemeinsam mit Magnus Moan für sich entscheiden konnte. Bei den Frauen gewann Anna Odine Strøm ihren ersten Meistertitel.

## Ergebnisse Männer

### Sprint (K 124 / 5 km)
Der Sprint fand am 24. März 2017 in Trondheim statt. Ursprünglich waren 38 Athleten für den Sprunglauf gemeldet, jedoch traten nur 34 Kombinierer am Springen teil. Zum Langlauf gingen schließlich nur noch 33 Sportler an den Start, die alle in die Wertung kamen. Den besten Sprung zeigte Håvard Klemetsen, während Jørgen Graabak die beste Laufzeit vorweisen konnte.
| Platz | Name                | Verein            | Sprungpunkte | Laufzeit | Rückstand |
| ----- | ------------------- | ----------------- | ------------ | -------- | --------- |
| 01.   | Jørgen Graabak      | Byåsen IL         | 121,6        | 14:00    |           |
| 02.   | Espen Andersen      | Lommedalen IL     | 119,4        | 14:08    | +0:16     |
| 03.   | Håvard Klemetsen    | Kautokeino IL     | 122,6        | 14:43    | +0:38     |
| 04.   | Simen Tiller        | Moelven IL        | 120,5        | 15:13    | +1:16     |
| 05.   | Espen Bjørnstad     | Byaasen Skiklub   | 109,0        | 14:28    | +1:18     |
| 06.   | Jan Schmid          | Sjetne IL         | 103,8        | 14:08    | +1:18     |
| 07.   | Thomas Kjelbotn     | Bardu Idrettslag  | 114,6        | 15:07    | +1:34     |
| 08.   | Magnus Krog         | Høydalsmo IL      | 115,7        | 15:58    | +2:21     |
| 09.   | Aleksander Skoglund | Molde og Omegn IF | 106,1        | 15:23    | +2:25     |
| 10.   | Einar Lurås Oftebro | IL Jardar         | 099,6        | 15:12    | +2:39     |

### Gundersen (K 95 / 10 km)
Der Einzelwettkampf in der Gundersen-Methode fand am 18. und 19. November 2016 in Oslo und Beitostølen statt. Es kamen 30 Athleten in die Wertung. Norwegischer Meister wurde Mikko Kokslien.
| Platz | Name                 | Verein          | Sprungpunkte | Laufzeit | Rückstand |
| ----- | -------------------- | --------------- | ------------ | -------- | --------- |
| 01.   | Mikko Kokslien       | Søre Ål IL      | 109,9        | 23:55.5  |           |
| 02.   | Jørgen Graabak       | Byåsen IL       | 110,9        | 24:08.0  | +0:08.5   |
| 03.   | Magnus Moan          | Byåsen IL       | 100,4        | 24:13.2  | +0:55.7   |
| 04.   | Truls Johansen       | Elverum Hopp    | 106,9        | 24:43.1  | +0:59.6   |
| 05.   | Espen Andersen       | Lommedalens IL  | 116,4        | 25:24.1  | +1:02.6   |
| 06.   | Håvard Klemetsen     | Kautokeino IL   | 113,4        | 26:01.5  | +1:52.0   |
| 07.   | Harald Johnas Riiber | IL Heming       | 109,4        | 25:50.2  | +1:56.7   |
| 08.   | Espen Bjørnstad      | Byaasen Skiklub | 109,4        | 25:52.5  | +1:59.0   |
| 09.   | Sindre Ure Søtvik    | Eldar IL        | 109,9        | 26:03.1  | +2:07.6   |
| 10.   | Lars Buraas          | IL Jardar       | 084,9        | 24:43.6  | +2:28.1   |

### Teamsprint
Der Teamsprint fand am 25. März 2017 in Trondheim von der Großschanze (K 124) statt.
| Platz | Team             | Name                                 | Verein                    | Sprungpunkte | Laufzeit | Rückstand |
| ----- | ---------------- | ------------------------------------ | ------------------------- | ------------ | -------- | --------- |
| 01.   | Sør-Trøndelag I  | Magnus Moan Jørgen Graabak           | Byåsen IL                 | 114,7        | 39:09    |           |
| 02.   | Sør-Trøndelag II | Espen Bjørnstad Jan Schmid           | Byaasen Skiklub Sjetne IL | 101,4        | 39:58    | +1:42     |
| 03.   | Akershus I       | Einar Lurås Oftebro Espen Andersen   | IL Jardar Lommedalens IL  | 101,6        | 40:01    | +1:44     |
| 04.   | Akershus II      | Jens Lurås Oftebro Lars Buraas       | IL Jardar IL Heming       | 091,3        | 40:25    | +2:48     |
| 05.   | Finnmark         | Jørgen Oliver Strøm Håvard Klemetsen | Alta IF Kautokeino IL     | 111,6        | 41:58    | +3:01     |

## Ergebnisse Frauen

### Gundersen (K 70 / 5 km)
Der Einzelwettkampf in der Gundersen-Methode fand am 19. Februar 2017 in Hamar auf der Mittelschanze statt. Es gingen acht Athletinnen an den Start. Norwegische Meisterin wurde Anna Odine Strøm.
| Platz | Name                 | Verein                  | Sprungpunkte | Laufzeit | Rückstand |
| ----- | -------------------- | ----------------------- | ------------ | -------- | --------- |
| 01.   | Anna Odine Strøm     | Alta IF                 | 233,4        | 13:33    |           |
| 02.   | Hanna Midtsundstad   | Vaaler IF               | 205,2        | 13:22    | +0:36     |
| 03.   | Gyda Westvold Hansen | IL Nansen               | 189,8        | 13:56    | +1:57     |
| 04.   | Thea Minyan Bjørseth | Lensbygda Sportsklubb   | 205,9        | 15:19    | +2:43     |
| 05.   | Thea Øihaugen        | Gausdal Skilag          | 175,1        | 15:23    | +3:47     |
| 06.   | Marte Leinan Lund    | Tolga IL                | 124,1        | 14:39    | +4:41     |
| 07.   | Mari Leinan Lund     | Tolga IL                | 124,1        | 15:55    | +5:50     |
| 08.   | Mathilde Oustad      | Furnes Skiløperforening | 108,6        | 15:54    | +6:32     |